# شیران
شیران روستایی است در منطقه «دورسونخواجه» که در فاصله ۲۵ کیلومتری اردبیل و ۱۰ کیلومتری شهر نیر قرار دارد.
اراضی کشاورزی روستای شیران از بیشترین وسعت در منطقه برخوردار است و به همین جهت بیشترین سهم آب را در منطقه دارا می‌باشد. و حتی این روستا بین روستاهای همسایه به نام «مغان کوچک» مشهور است. در ۱۰ اسفند ماه سال ۱۳۷۵ یک زلزله نسبتاً بزرگی این روستا را لرزاند و در این واقعه تعداد زیادی از مردم این روستا جان خود را از دست دادند.

## پیشینه
قدمت شیران طبق نظر بزرگان و ریش سفیدان، به بیش از ۷۰۰ سال می‌رسد برخی هم بسیار بیشتر از آن دانسته‌اند. بیشتر ساکنان این روستا در گذشته از مناطق دیگر به این منطقه مهاجرت کرده‌اند.
در گذشته شیران رونق بسیار چشمگیری داشته و دارای آسیاب آبی و اراضی وسیع کشاورزی بود. طبق مطالعه میدانی دوران توسعه و طلایی این روستا به سال‌های ۱۳۵۰–۱۳۵۷ بازمی‌گردد.
وجه تسمیه شیران به درستی معلوم نیست ولی برخی بر این باورند که نام شیران برگرفته از نام یک شخص بنام «شیلان» است که در گذشته بسیار دور به این منطقه آمده و موجب رونق و آبادانی آن گشته‌است.

## جمعیت
جمعیت روستای شیران هم‌اکنون کمتر از ۲۰۰ نفر می‌باشد که بیشتر به کار کشاورزی در روستا و کارگری در شهرهای اطراف می‌پردازند.
جمعیت روستای شیران حدود ۸۰ سال قبل تقریباً بیش از ۳۰۰ خانوار بود (۱۵۰۰ نفر) که به کار کشاورزی و دامداری مشغول بودند ولی به تدریج بر اثر نیازهای مالی و اقتصادی به شهرهای دیگر مانند اردبیل، تهران و شهرهای جنوبی برای کار (شرکتهای راهسازی) می‌رفتند. این عوامل باعث گردید که بیشتر خانواده‌ها به شهرهای مورد نظر کوچ نمایند و متأسفانه در زلزله سال ۱۳۷۵ که تلفات جانی و مالی زیادی به روستا وارد گردید باعث کوچ اکثریت ساکنان گردید.

## کسب و پیشه
ساکنان فعلی روستای شیران به کار کشاورزی که بیشتر کاشت گندم و جو است مشغول می‌باشند و کمتر به رانندگی دستگاه آلات سنگین می‌پردازند.
لازم است ذکر شود بیشتر جمعیت شیرانیان ساکن در شهرها به‌خصوص در اردبیل به کار راهسازی و سدسازی و کارخانجات شن و ماسه و نیز رانندگی ماشین‌آلات سنگین مشغول هستند.
در روستای شیران حد اقل در هر خانواده یک دستگاه سنگین از جمله کمپرسی و لودر و بیل مکانیکی وجود دارد.
قاطعانه می‌توان گفت که بیشتر پروژه‌های سنگین عمرانی از قبل انقلاب تا زمان هشت سال دفاع مقدس و پس از آن در اقصی نقاط ایران بزرگ با همت و تلاش مردم این خطه به سرانجام رسیده‌است.

## جاهای دیدنی و گردشگری
چشمه «خیلیگولمه» که خاصیت درمانی و منحصر به فردی دارد به‌خصوص در درمان سنگ کلیه.
دره «چیل‌دره» که بسیار سرسبز و پرآب است.